# Jürgen Erdmann
Jürgen Erdmann (* 11. April 1937 in Görlitz) ist ein deutscher Bibliothekar. Von 1969 bis 2002 war er Direktor der Landesbibliothek Coburg.

## Leben und Wirken
Jürgen Erdmann studierte Geschichte, Germanistik und Geographie an der Universität Würzburg. Dort legte er 1962 bzw. 1963 das Staatsexamen für den höheren Schuldienst ab und promovierte 1967 mit einer Arbeit über ein Thema aus der Landesgeschichte Coburgs. Bereits 1965 trat er als Bibliotheksreferendar an der Bayerischen Staatsbibliothek in die Ausbildung für den höheren Bibliotheksdienst ein und absolvierte die Fachprüfung hierfür 1967 an der Bibliotheksschule in München. Von 1967 bis 1969 arbeitete er als wissenschaftlicher Bibliothekar an der Universitätsbibliothek Würzburg. Im Jahre 1969 übernahm er die Leitung der Landesbibliothek Coburg, dort wurde er 1979 zum Bibliotheksdirektor ernannt.
Während seiner langen Amtszeit als Bibliotheksleiter wurden zahlreiche Ausstellungen veranstaltet und mit von ihm herausgegebenen Katalogen dokumentiert. Erdmann veröffentlichte zahlreiche wissenschaftliche Arbeiten zur Geschichte des Landes Coburg und der dortigen Landesbibliothek.

## Veröffentlichungen (Auswahl)
- Friedrich Rückerts letzte Lebensmonate und Tod nach unveröffentlichten Quellen in der Stadtbibliothek Schweinfurt. In: Jahrbuch der Coburger Landesstiftung, Bd. 11 (1966), S. 133–176.

- Coburg, Bayern und das Reich 1918–1923 (= Coburger Heimatgeschichte und Landeskunde, T. 2. Bd. 22). Rossteutscher, Coburg 1969 (Dissertation Universität Würzburg).
- (Hrsg. u. Mitautor): Landesbibliothek Coburg [Festschrift]. Landesbibliothek Coburg 1982, ISBN 3-922668-10-5.
- Luther in einer Bibliothek. Luther im Spiegel der Coburger Büchersammlungen. In: Herbert G. Göpfert (Hrsg.): Beiträge zur Geschichte des Buchwesens im konfessionellen Zeitalter (= Wolfenbütteler Schriften zur Geschichte des Buchwesens. Bd. 11). Harrassowitz, Wiesbaden 1985, ISBN 3-447-02588-3, S. 37–55.
- (Hrsg.): 200 Jahre Friedrich Rückert 1788–1866. Dichter und Gelehrter. Katalog der Ausstellung. Landesbibliothek Coburg 1988, ISBN 3-922668-14-3.
- Meistereinbände des Historismus. Die Prunk- und Widmungseinbände aus der herzoglichen Privatbibliothek in der Landesbibliothek Coburg. In: Harald Bachmann (Hrsg.): Herzog Ernst II. von Sachsen-Coburg und Gotha, 1818–1893, und seine Zeit. Jubiläumsschrift. Maro-Verlag, Augsburg 1993, ISBN 3-87512-198-8, S. 285–404.
- (mit Rudolf Potyra): Die Theatermusikalien der Landesbibliothek Coburg. Katalog. Zwei Bände (= Kataloge bayerischer Musiksammlungen, Bd. 20,1 u. 20,2). Henle, München 1995, ISBN 3-87328-072-8 und ISBN 3-87328-073-6.
- (Red.): Johann Strauß und Coburg (= Schriftenreihe der Historischen Gesellschaft Coburg e.V.. Bd. 6). Coburg 1999.
- (Hrsg.): Ein Theater feiert. 175 Jahre Landestheater Coburg. Festschrift. Landestheater Coburg 2002, ISBN 3-9800156-1-0.
- Zur Bibliotheks- und Bildungsgeschichte des Coburger Landes im Mittelalter. In: Reinhardt Butz (Hrsg.): Coburg 1353. Stadt und Land Coburg im Spätmittelalter. Festschrift zur Verbindung des Coburger Landes mit den Wettinern vor 650 Jahren bis 1918 (= Schriftenreihe der Historischen Gesellschaft Coburg e.V.. Bd. 17). Coburg 2003, S. 339–384.
- Bedeutung und wissenschaftlicher Stellenwert der Bibliothek des Gymnasiums Casimirianum in Coburg. In: Joachim Goslar (Hrsg.): Musarum Sedes 1605–2005. Festschrift zum 400-jährigen Bestehen des Gymnasiums Casimirianum Coburg. (= Schriftenreihe der Historischen Gesellschaft Coburg e.V.. Bd. 28). 2. Auflage.  Gymnasium Casimirianum Coburg 2005, ISBN 3-9810350-0-3, S. 111–150.
- "Mein Platz ist in Berlin" – Georg Hansen (1904–1944). Generalstabsoffizier aus Coburg – Widerständler – NS-Opfer 1944. In: Stefan Nöth (Hrsg.): Coburg 1056–2006. Ein Streifzug durch 950 Jahre Geschichte von Stadt und Land. Wikomm-Verlag, Stegaurach 2006, ISBN 3-86652-082-4, S. 279–317.
- Die Herzogliche Privatbibliothek Coburg als markantes Zeugnis nationaler und internationaler fürstlicher Kulturbeziehungen ab dem späten 18. Jahrhundert bis 1918. Coburger Landesstiftung 2010.
- Wettinische Fürstenbucheinbände der Renaissance in der Landesbibliothek Coburg. Eigenverlag Jürgen Erdmann, Coburg 2016, ISBN 978-3-00-053240-5.